# Архиепископски дворец в Кромержиж
Архиепископският дворец в Кромержиж (на чешки: Arcibiskupský zámek Kroměříž) е сред водещите културни и исторически паметници в областта Моравия, Чехия.
Намира се в град Кромержиж (Kroměříž), Злински край. През 1998 г. дворецът, заедно с прилежащите му градини, е включен в списъка на световното културно и природно наследство на ЮНЕСКО.

## История
Архиепископският дворец в Кромержиж е бил собственост на епископите и архиепископите от Оломоуц и тяхно представително седалище. През 1110 г. епископът от Оломоуц Ян ІІ (1104 – 1126) купува търговското селище Кромержиж, и оттогава то е било собственост на епископството (архиепископството) на Оломоуц. В средата на 13 век епископ Бруно фон Шауенбург (1245 – 1281) е провъзгласил Кромержиж за град (1261 г.), на мястото на днешния дворец е поръчал строителството на готически замък и е локализирал цялото административно управление на епископството. При епископ Станислав Тхурза (1496 – 1554) замъкът е преобразен в ренесансов стил.
Бедствие за града и замъка се оказва 30-годишната война, когато през 1643 г. шведската армия на генерал Торстенсон превзема и разрушава града. С реконструкцията на Кромержиж и двореца се заема епископ Карел (1665 – 1694) от рода Лихтенщайн-Кастелкорн. Въз основа на проекти на придворните архитекти Ф. Лухесе и Г. П. Тенкал дворецът е реконструиран приблизително до настоящия си вид. През 1752 г. в града избухва пожар, който унищожава десетки домове и нанася значителни щети на втория етаж и интериора на замъка. В годините 1848 – 1849 Архиепископският дворец се превръща в място за провеждане на заседания на имперските събрания на парламента на австрийските народи. От дейностите по реконструкцията през 20 век най-значителна е реконструкцията на дворцовата кула (която е била запалена от отдръпващите немски войски в последните дни на Втората световна война). През 1998 г. дворцовият комплекс и прилежащите му градини са записани в Списъка на световното културно и природно наследство на UNESCO.
Отделните части на двореца в миналото са били разделени йерархично – приземният етаж е бил предназначен за стопанските и работни дейности, на втори етаж са били съсредоточени репрезентативните помещения, третият етаж е подчертавал епископската и светската официална власт.
Дворецът днес е не само исторически обект, но също така жив изследователски център съхранил богати колекции картини, книги и музика, на редица колекционери от няколко столетия.
Интериорът на двореца е бил използван от кинорежисьора Милош Форман като заместник на виенския дворец Хофбург по време на заснемането на Амадеус(1984). Амадеус е биографична филмова драма, базирана върху живота на Волфганг Амадеус Моцарт, който всъщност никога не посещавал Кромержиж. Основната камерна зала е била използвана също във филма Безсмъртна любима (1994), в сцена с концерт на пиано.

## Интериор[2]

### Ловен салон
Ловният салон снабден с игрални маси, руски билярд, стени украсени с ловни трофеи и колекция от оръжия, е служел като салон за пушачи и стая за игри. В сегашния си вид той е обзаведен по повод на посещението на цар Александър III и австрийският император Франц Йосиф I.

### Розов салон
Този салон е служел като приемна за лични и специални гости и се отличава със своето обзавеждане: мебели в стил неорококо, зидана камина, венецианско огледало от 5-части с конзолна маса и осемнайсетраменен полилей с флорални мотиви.

### Царска приемна
Цар Александър III, който е използвал тази стая, е посрещал гости в нея, за което напомнят два подаръка – негов портрет в реален размер и мемориална ваза. От обзавеждането си струва да се спомене олтарът от три части – рядка италиански изработка от втората половина на 14 век.

### Заседателен салон
Припомня събитията от 1848 г., когато в двореца е заседавал имперския парламент на австрийските народи. По време на заседанията на парламента в този салон са се събирали членовете на клуба на славянските посланици. Салонът с мебели в стил нео-барок е понастоящем портретна галерия на най-значимите оломоуцки епископи и архиепископи.

### Тронна зала
В тази зала, с орнаментна гипсова украса на таваните и картинна облицовка на стените, оломоуцките архиепископи са приемали по-ценните и важни посещения. До 60-те години на 20 век, тук се е намирала оригиналната творба на италианския ренесансов художник Тициан „Аполлон и Марсий“, една от най-ценните творби на територията на Чехия, която е изложена в дворцовата картинна галерия.

### Малка трапезария
Била е използвана за празнични случаи при по-малки компании. Масите, столовете и скриновете, с които е обзаведена, са били произведени през втората половина на 18 век. Стените са покрити с пана от 111 картини с животински, библейски и митологични сцени.

### Заседателна зала
Заседателната зала или Голяма трапезария е сред най-красивите и най-просторните зали в двореца. Впечатляващият салон със значителни размери, украсен с маслена живопис и 22 полилея, е служил първоначално като главна церемониална зала и трапезария, но в годините 1848 – 1849 е бил използван като място за провеждане на имперските събрания на парламента на австрийските народи – затова в залата е монтиран дървен подиум за събеседванията на посланиците. Интериорът е сред най-красивите помещения в стил рококо в централна Европа и често се използва при заснемане на филми.

### Феодален салон
Служил за представяне на светската власт на оломоуцките епископи и е бил място да провеждане на феодални събрания и съдилище, за което напомнят три феодални скрина в интериора. Оформлението на залата, от гледна точка на изкуството, е сред най-значимите. Стените са облицовани с изкуствен мрамор и позлатени гравюри в стил рококо.

### Нова библиотека
Съхранява около 15 000 тома книги основно от края на 19 и началото на 20 век, писани на латински, немски и чешки. Тя е част от историческата дворцовата библиотека.

### Стара библиотека
Дворцовата библиотека със своите приблизително 21 500 тома книги, е сред най-ценните и най-всеобхватните в Чехия. В бароковия стил, в който можем да я видим и днес, е била оформена след пожара през 1752 г. Тук са изложени две двойки исторически глобуси. Към библиотеката принадлежи и богат музикален архив и колекция стари графики и рисунки.

### Зала Терена
Зала Терена е зала, намираща се в приземието на градинското крило на двореца и е осигурявала прехода от двореца към градината под двореца. В нея са се организирали музикални и театрални постановки. Докато по-високите етажи на двореца са претърпявали различни реконструкции, Sala terrena е запазила оригиналния си вид от края на 17 век. Състои се от три големи салона украсени със скулптори и декоративни орнаменти, с фрески на тавана и две изкуствени пещери от двете страни (така наричаните Grotty), които са проектирани от Джовани Пиетро Тенкала. Не липсват изкуствени сталактити, орнаменти с миди и раковини и фонтан в средата.